# Reprezentacja Austrii w piłce wodnej kobiet
Reprezentacja Austrii w piłce wodnej kobiet – zespół, biorący udział w imieniu Austrii w meczach i sportowych imprezach międzynarodowych w piłce wodnej, powoływany przez selekcjonera, w którym mogą występować wyłącznie zawodnicy posiadający obywatelstwo austriackie. Za jej funkcjonowanie odpowiedzialny jest Austriacki Związek Pływacki (ÖSV), który jest członkiem Międzynarodowej Federacji Pływackiej.